# Алонсо, Клара
Клара Алонсо (исп. Clara Alonso; родилась 27 сентября 1987 года в Мадриде) — испанская модель, актриса.
В ноябре 2008 года Алонсо участвовала в показах Victoria’s Secret в Майами, став лишь третьей испанской, приглашённой для участия в шоу. В 2010 году Алонсо стала обладательницей награды от L’Oréal, как лучшая модель, также была признана испанским GQ лучшей моделью 2010 года. Сейчас[уточнить] Клара является лицом аромата Agua Fresca de Rosas от Адольфо Домингеса, а также становится главным действующим лицом в фотосессии знаменитого модного фотографа Ю Цая для Guess.